# Prionostemma sulfureum
Prionostemma sulfureum is een hooiwagen uit de familie Sclerosomatidae.